# Aatif Chahechouhe
Aatif Chahechouhe (Fontenay-aux-Roses, 2 luglio 1986) è un ex calciatore francese naturalizzato marocchino, di ruolo ala o centrocampista.